# Сан-Карлос (муниципалитет)
Сан-Карлос (исп. San Carlos) — муниципалитет в Мексике, штат Тамаулипас с административным центром в одноимённом посёлке. Численность населения, по данным переписи 2010 года, составила 9331 человек.

## Общие сведения
Название San Carlos дано в честь святого католической церкви Карло Борромео.
Муниципалитет находится в горном подрегионе Виктория штата Тамаулипас. Его площадь равна 2915 км², что составляет 3,63 % от общей площади штата, а наивысшая точка — 759 метров, расположена в поселении Ринко́н-Мурильо.
Он граничит с другими муниципалитетами штата Тамаулипас: на севере с Бургосом, на востоке с Сан-Николасом и Хименесом, на юге с Падильей, на западе с Идальго и Вильяграном, а на северо-западе с другим штатом Мексики — Нуэво-Леоном.

## Учреждение и состав
Муниципалитет был образован в 1869 году, в его состав входит 221 населённый пункт, самые крупные из которых:
| Код INEGI | Населённый пункт                                                                          | Численность населения (2005 год) | Численность населения (2010 год) |
| --------- | ----------------------------------------------------------------------------------------- | -------------------------------- | -------------------------------- |
| 034       | Всего                                                                                     | 9261                             | 9331                             |
| 0001      | Сан-Карлос (исп. San Carlos) 24°34′55″ с. ш. 98°56′35″ з. д.                              | 1051                             | 1116                             |
| 0009      | Эль-Барранко-Асуль (исп. El Barranco Azul) 24°24′01″ с. ш. 99°06′50″ з. д.                | 568                              | 620                              |
| 0168      | Эль-Саусильо (исп. El Saucillo) 24°30′18″ с. ш. 99°09′15″ з. д.                           | 479                              | 509                              |
| 0111      | Пуэрто-Рико (исп. Puerto Rico) 24°14′43″ с. ш. 98°59′43″ з. д.                            | 410                              | 384                              |
| 0220      | Професор-Грасиано-Санчес (исп. Profesor Graciano Sánchez) 24°10′50″ с. ш. 99°02′33″ з. д. | 329                              | 355                              |
| 0187      | Виктор-Буэно (исп. Víctor Manuel Bueno) 24°21′57″ с. ш. 99°00′56″ з. д.                   | 285                              | 304                              |

## Экономика
По статистическим данным 2000 года, работоспособное население занято по секторам экономики в следующих пропорциях: сельское хозяйство, скотоводство и рыбная ловля — 69,1 %, промышленность и строительство — 11,6 %, сфера обслуживания и туризма — 16,8 %, прочее — 2,5 %.

## Инфраструктура
По статистическим данным 2010 года, инфраструктура развита следующим образом:
- электрификация: 87,8 %;
- водоснабжение: 82,3 %;
- водоотведение: 32,8 %.

## Фотографии

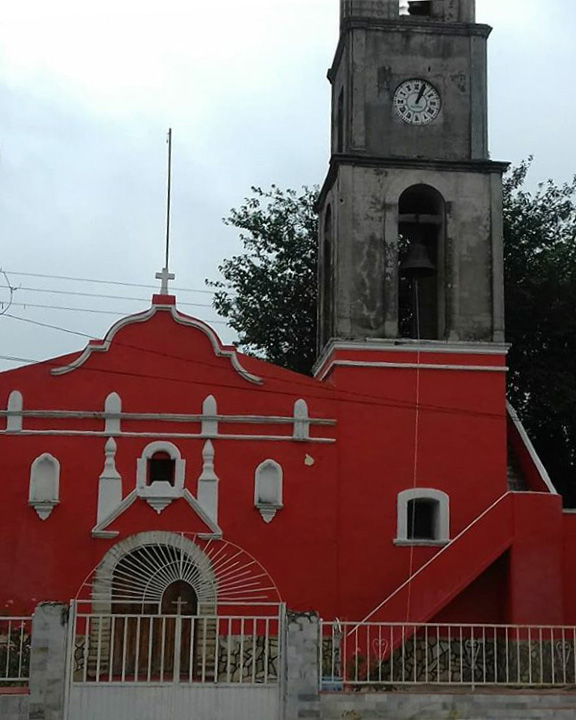
Церковь Святого Карло Борромео
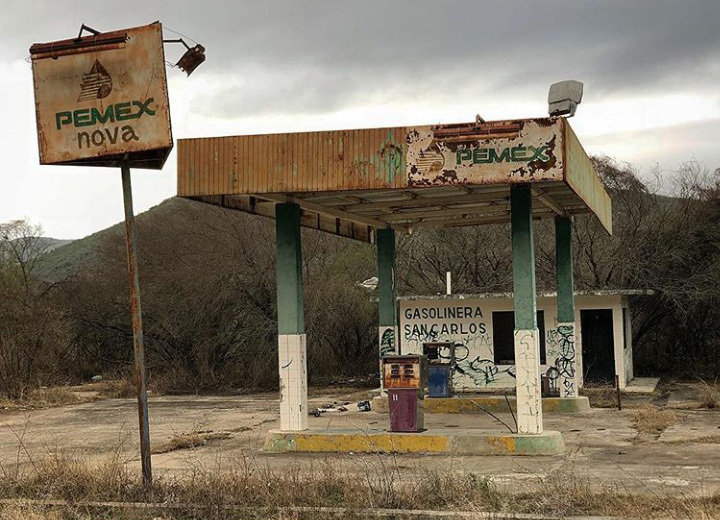
Заброшенная автозаправка